# Wiaczesław Gładkow
Wiaczesław Władimirowicz Gładkow (ros. Вячеслав Владимирович Гладков; ur. 15 stycznia 1969 we wsi Kuczki) – rosyjski polityk i ekonomista. Gubernator obwodu biełgorodzkiego od 27 września 2021 roku, wcześniej pełniący obowiązki gubernatora od 18 listopada 2020 roku do 27 września 2021 roku. Członek partii Jedna Rosja.

## Życiorys
Wiaczesław Władimirowicz Gładkow urodził się 15 stycznia 1969 roku we wsi Kuczki w obwodzie penzeńskim.
W 1996 ukończył ekonomię na uniwersytecie w Petersburgu, a także ukończył zarządzanie miejskie na uniwersytecie w Penzie. W 2012 ukończył studia magisterskie z zarządzania w Rosyjskiej Akademii Gospodarki Narodowej i Administracji Publicznej przy Prezydencie Federacji Rosyjskiej.
Jest doktorem nauk ekonomicznych. W 2012 roku obronił pracę doktorską na uniwersytecie w Groznym.

### Kariera polityczna
W latach 2000–2016 Gładkow pracował w administracji miasta Zariecznyj w obwodzie penzeńskim. Był burmistrzem od 24 kwietnia 2009 do 23 września 2016. W 2008 roku dołączył do partii Jedna Rosja.
Od lipca 2016 do kwietnia 2018 był zastępcą gubernatora miasta Sewastopola.
Od czerwca 2018 do listopada 2020 był zastępcą gubernatora Kraju Stawropolskiego, Władimira Władimirowa.

#### Gubernator obwodu biełgorodzkiego
18 listopada 2020 roku, dekretem Władimira Putina, Gładkow zaczął pełnić obowiązki gubernatora obwodu biełgorodzkiego, do momentu wybrania następcy. Wybory odbyły się 19 września 2021 roku.
Zastąpił on Denisa Bucajewa, pełniącego obowiązki gubernatora po ustąpieniu ze stanowiska Jewgienija Sawczenki, pełniącego urząd gubernatora przez prawie 27 lat.
Wygrał on wybory na gubernatora, uzyskując 78,79% głosów. Urząd objął 27 września 2021 roku.

## Sankcje
W związku z inwazją Rosji na Ukrainę, 15 grudnia 2022 roku, został objęty sankcjami Stanów Zjednoczonych. Został on także objęty sankcjami Wielkiej Brytanii, Ukrainy, Australii i Nowej Zelandii.

## Życie prywatne
Jest żonaty. Ma czworo dzieci i wnuczkę.